# Aljunied
Aljunied – naziemna stacja Mass Rapid Transit (MRT) w Singapurze, która jest częścią East West Line. Obsługuje osiedle mieszkaniowe Aljunied. Wystrój stacji jest utrzymany w kolorze niebieskim.